# Mia Engberg
Eva Marie "Mia" Engberg, född 26 september 1970 i Stockholm, är en svensk filmregissör, manusförfattare och producent. Hon är mest aktiv som dokumentär- och kortfilmare och verkar även som lärare vid Stockholms dramatiska högskola. Under 00-talet ägnade hon sig främst åt att utforska könsperspektiv och åt filmer med anknytning till feministisk pornografi, och därefter blev hon uppmärksammad för den autofiktiva Belleville-trilogin med Paris som fond.

## Biografi

### Uppväxt och studier
Engberg växte upp i ett radhusområde i Vällingby i norra Stockholm, med föräldrar som var politiskt aktiva. Som barn fick hon tåga i olika förstamajdemonstrationer, och uppväxten har påverkat hennes val att göra filmdokumentärer omkring politiskt engagemang, klassperspektiv och jämlikhet.
Under uppväxten var hon även punkare, aktivist och husockupant, och bland de tänkbara framtida yrkesvalen fanns journalist eller rockstjärna. Slutligen valde hon att läsa filmvetenskap, och enligt henne var den huvudsakliga orsaken att hon då kunde få studielån. I hemmet i Vällingby fanns varken ett intresse för film eller någon videokamera.
I början av 1990-talet studerade hon dokumentärfilm vid Ateliers Varan i Paris. Detta var en tid när staden drabbades av demonstrationer och ockupationer, och hon fick på nära håll känna av hur aktivism fungerade i verkligheten. Under tiden i Paris producerade hon kortfilmen Les Enfants du Square, med papperslösa gatubarn i nordöstra Paris som ämne. Därefter återvände Engberg till Sverige, där hon 1994–1997 gick regilinjen vid Dramatiska Institutet.

### Tidiga produktioner
Direkt efter den avslutade regiutbildningen började hon producera film, och hennes dröm var att med filmerna bidra till att förändra världen. The Stars We Are, producerad under 1997 och presenterad året efter, handlade om vännen Kalle, ett rullstolsburet skinhead som var döende i aids, och om hans destruktiva liv, kamratgemenskap och drogkonsumtion. Hon kämpade sig till att få producera filmen på film och inte på video men arbetade i en direct cinema-tradition med lätt utrustning. Filmen resulterade i en Guldbaggenominering och första pris vid Münchens filmfestival.
Samma år kom även Parkside Girls, om unga kvinnor med filmstjärnedrömmar; Engberg känner sig ensam bland "lyckliga och normala" människor och dras därför till individer i marginalen. I den tidiga filmen Kött är mord följer hon djurrättsaktivister och veganer och deras aktivism i en "vanlig" och köttätande värld. 1999 kom California über alles, ett porträtt av Jello Biafra – den gamle punkaren som kandiderade till borgmästare till San Francisco.

### Könsidentitet och sexualitet
Stora delar av Engbergs filmskapande har berört könsidentitet och sexualitet. 1999 producerade hon i San Francisco även Manhood, en undersökning av manlighet och som kretsar kring transmannen Mason.
Under de följande åren skulle hon återkommande behandla ämnet kvinnlig sexualitet. Detta inleddes strax efter millennieskiftet, i samband med att hon och det kvinnliga filmteamet författade Sexy Film Manifesto. Detta handlade om kvinnors rätt att få klara sig på egen hand och ansvara för sina kroppar och sin sexualitet, och det resulterade i en vilja att göra feministisk pornografi. Detta inleddes konkret med Selma & Sofie, en novellfilm om två kvinnor och deras undersökningar av lesbisk kärlek, och resulterade även i dokumentären Bitch & Butch omkring själva filminspelningen.
2005 kom Engbergs första långfilm, den socialrealistiska 165 Hässelby. I denna hyllning till förorten kämpar några unga killar med språk och myndigheter och folks oförståelse över deras vilja att förändra världen genom graffiti.
Därefter återkom Engberg till Sexy Film-temat, som initiativtagare, kurator och producent för det uppmärksammade antologiprojektet Dirty Diaries. Hon hade själv skapat kortfilmerna Come Together och Städerskan, och till detta fogade hon verk av tolv feministiska filmare som bidrog med varsin porrfilm med jämlikt perspektiv. Antologin kom även ut på DVD och väckte livlig debatt, genom att den som en samling pornografiska filmer fick produktionsstöd från Svenska Filminstitutet. Kritiken kom både från motståndare till och förespråkare för pornografi som acceptabelt kulturfenomen.

### Belleville Baby-trilogi
Därefter trängde Engbergs franska ungdomstid in i hennes liv igen. Det skedde genom att ungdomskärleken Vincent kontaktade henne och avslöjade att han tillbringat flera år i fängelse. 2013 presenterades den "collagemåleriska" Belleville Baby, som är mer autofiktion än dokumentär och talar om hur olika mening och sanning skapas ur olika människors minnen. Under det fem år långa filmarbetet fick Engberg nya insikter omkring socialt och kolonialt arv, klassperspektiv och hennes egen roll som filmare. Filmen visades på Berlins filmfestival och belönades med Konstnärsnämndens Mai Zetterling-pris. Den vann även dokumentärfilmspriset vid Tempo dokumentärfestival och vann pris som bästa kortfilm vid Guldbaggegalan 2014.
2017 återkom Engberg till Paris för en planerad uppföljare till Belleville Baby. Resultatet, Lucky One, kom 2019.  Den numera medelålders Vincent har i den här filmen blivit del av Paris maffiamiljö. Den parisiska filmtrilogin avslutades 2023 med Hypermoon, en film som producerades samtidigt som Engberg genomgick behandling mot bröstcancer. Därför figurerar Engberg själv i filmen, som genom sjukdomen fick ett delvis förändrat fokus. I filmen finns även Vincent och en kvinnlig kosmonaut samt Engbergs mormor som avled i cancer i ungefär den ålder som Engberg hade under filmproduktionen.
De tre filmerna ingår även som delar i det medieprojekt som Engberg arbetat med sedan hösten 2014, då hon påbörjade sin doktorandtjänst i media vid Stockholms konstnärliga högskola. Alla tre filmerna har kompletterats med bokutgåvor, skrivna på svenska eller engelska. Boktitlarna är Aesthetics of Absence (2013), Den visuella tystnaden (2020) samt den avslutande Darkness as Material.

### Andra aktiviteter
Hon fick 2023 motta Gannevikstipendiet i kategorin film.
Engberg är även verksam som lärare vid Stockholms dramatiska högskola. Hon spelar också bas i ska-punk-bandet Vagina Grande.

## Privatliv
Mia Engberg har en dotter och en son, födda åren kring och efter millennieskiftet. 2023 har hon friskförklarats från cancern.

## Verk

### Filmografi
(filmerna gäller regi och manus, om ej annat nämns)
- 1994 – Les Enfants du square
- 1996/1998 – Parkside Girls
- 1997 – Kött är mord
- 1997 – Eldsjälar (regi)
- 1997/1998 – The Stars We Are (även klippning)
- 1998 – Love in Buddha's Kitchen
- 1999 – California über alles
- 1999 – Manhood
- Sexy Film Manifesto:
  - 2001/2002 – Selma & Sofie (även klippning)
  - 2002/2003 – Bitch & Butch
  - 2006 – Come Together
  - 2007 – Städerskan
  - 2009 – Dirty Diaries (produktion)
- 2005 – 165 Hässelby (även klippning)
- 2008 – Den gyllene stranden (produktion)
- 2009 – Am I Black Enough For You (klippning)
- 2011 – At Night I Fly (dramaturg)
- Belleville-trilogin:[4]
  - 2013 – Belleville Baby (även roll, foto och klippning)
  - 2019 – Lucky One (även klippning)
  - 2023 – Hypermoon (även klippning)
- 2015 – Ta plats – En film om Lo Kauppi (roll)
- 2023 – Labor (produktion)

#### Böcker
- Belleville Baby: anteckningar från en filmisk process. Filmkonst, 1100-7362 ; 135. Stockholm: Story i samarbete med Filmkonst, Göteborg International Film Festival. 2013. ISBN 9789163736001
- 2013 – ”Aesthetics of Absence
- Den visuella tystnaden: en essä om film. [Stockholm]: POV Books. 2020. ISBN 9789151961156
- 202(2) – Darkness as Material

#### Artiklar (urval)
- ”Dirty diaries manifesto”. Film manifestos and global cinema cultures : a critical anthology / (2014):  sid. 397-399. 2014. Libris 16479876